# 소서으 막 기얼라 부여

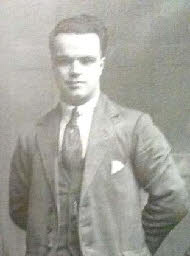

소서으 막 기얼라 부여(아일랜드어: Seosamh Mac Giolla Bhuidhe, 영어: Joseph "Joe" McKelvey 조지프 "조" 맥켈비[*], ? ~ 1922년 12월 8일)는 아일랜드의 군인으로 아일랜드 독립전쟁과 아일랜드 내전 당시 아일랜드 공화국군을 지휘하였다.
아일랜드 카운티 타이론에서 민족주의자 가족의 아들로 태어났고 회계사가 되기 위해 공부를 했고 벨파스트의 조선소에서 일을 하다가 1919년 아일랜드 공화국군에 가입했다.
1919년 ~ 1921년에 일어난 아일랜드 독립전쟁에 참전해 1920년 4월 다른 대원들과 함께 이전에 근무하던 국세청 사무실을 불태우고 1920년 7월 코크에서 일어난 북부 경찰서 경위 제라드 머라이드 암살 사건을 계기로 직장에서 쫓겨났다.
이후 IRA 활동에 더욱 열성적으로 참여하였고 1920년 8월 22일 RIC 형사 오스왈드 스완지가 맥켈비 암살 기도를 했으나 도리어 맥켈비에게 살해당했다. 1921년 3월 벨파스트 제3 노던 부문을 책임지는 사령관으로 임명되어 로저 맥콜리와 함께 경찰과 영국군을 살해하였다.
1921년 7월 11일 전쟁을 종결되었으나 영국-아일랜드 조약을 반대해 아일랜드 내전을 일으켰고 1922년 12월 8일 결국 조약을 지지하는 무장 대원에게 붙잡혀 로리 오코너, 리암 벨로우스, 리처드 배럿과 함께 총살형당했다.